# André Luiz Moreira
André Luiz Moreira (São Paulo, 14 de novembre de 1974) és un exfutbolista brasiler, que ocupava la posició de defensa.
Ha militat en equips del seu país, especialment al São Paulo, on va guanyar diversos títols internacionals. També ha disputat les competicions espanyola (CD Tenerife), francesa (Paris St.Germain, AC Ajaccio, Marsella), mexicana (Jaguares) i estatunidenca (San Jose Earthquakes).
Ha estat 19 vegades internacional amb la selecció del Brasil, tot marcant dos gols. Ha format part del combinat del seu país que va guanyar la medalla de bronze als Jocs Olímpics d'Atlanta 1996.

## Palmarès
- Libertadores 1993
- Intercontinental 1993
- Supercopa Sudamericana 1993
- Recopa Sudamericana 1993, 1994
- Conmebol 1994
- Bronze JO Atlanta 1996
- Campionat Paulista 1997